# Testour (delegación)
Testour es una delegación de la gobernación de Béja en Túnez. En abril de 2014 tenía una población censada de 33 613 habitantes.
Se encuentra ubicada al norte del país, cerca de la costa del mar Mediterráneo, del río Meyerda y a poca distancia al noroeste de la capital del país, Túnez.

## Historia
Moriscos del valle del Guadalquivir expulsados de España en el siglo XVI se establecieron en Testour, siendo esta ciudad una de las que más acogieron.Por ello, aquí se habló español durante mucho tiempo. En el siglo XVII se construyó su Gran mezquita, que cuenta con un reloj.